# 1999년 롯데 자이언츠 시즌
1999년 롯데 자이언츠 시즌은 롯데 자이언츠가 KBO 리그에 참가한 18번째 시즌이다. 김명성 감독이 팀을 이끈 첫 시즌이다. 팀은 드림리그에서 두산 베어스에 한 경기 뒤진 2위를 기록했고, 통합 승률도 2위를 기록하며 포스트시즌에 진출했다. 이후 플레이오프에서 매직리그 1위(통합 승률 3위)인 삼성 라이온즈를 상대로 1승 3패로 밀리는 상황에서 3연승을 하며 4승 3패로 전세를 뒤집고 극적으로 한국시리즈에 진출했다. 그러나 마무리투수 부재 탓인지 한국시리즈에서 한화 이글스에게 1승 4패로 패하여 최종 순위는 2위로 창단 3번째 준우승을 차지했다.
한편, 1998년 말 고졸우선지명(1996년부터 시행)된 송승준이 갑작스럽게 메이저리그행을 선택하여 롯데 입단이 무산되기도 했는데 한때 동국대 진학설이 있었으나 메이저리그행 때문에 좌절됐다.
아울러, 1997년 7선발승으로 팀내 최다 선발승을 기록했던 차명주를 1998년 말 OB에 트레이드시켜 주형광 가득염을 빼면 쓸만한 좌완투수 부재에 시달리자 외야수 손인호를 1998년 말 투수로 전향시켰지만   투수로는 1군에 오르지 못해 전향을 포기하고 다시 외야수로 뛰었으며 이로 인해   주형광(13선발승)을 빼면 이 해(1999년)에는 팀내 2선발승 이상 기록한 좌완투수가 없었다.

## 타이틀
- 아시아 야구 선수권 대회 금메달 : 양상문(코치), 주형광, 문동환, 박정태
- 한일 슈퍼게임 국가대표: 문동환, 주형광, 마해영, 박정태
- KBO 골든글러브 : 박정태 (2루수), 호세 (외야수)
- KBO 사랑의 골든글러브 : 박정태
- 매직글러브 : 박정태 (2루수)
- 플레이오프 MVP : 박석진
- 올스타 선발 : 마해영 (1루수), 박정태 (2루수)
- 올스타전 추천선수 : 주형광, 문동환, 호세
- 스포츠조선 선정 프로야구 역대 용병 베스트10: 호세 (지명타자)
- 컴투스프로야구 레전드 카드: 마해영
- 컴투스프로야구2022 타이틀홀더 라인업: 문동환 (구원투수), 마해영 (1루수)
- 컴투스프로야구 90년대 올스타: 호세 (우익수)
- 출장(타자) : 호세, 마해영 (132)
- 희생플라이 : 박정태 (11)
- 타율 : 마해영 (0.372)
- 승률 : 문동환 (0.810)
- 선발 GSC : 문동환 (10월 3일 삼성전, 91)

### 퓨처스리그
- 남부리그 타율: 이동욱 (0.415)
- 남부리그 출루율: 이동욱 (0.488)
- 장타율: 이동욱 (0.704)
- OPS: 이동욱 (1.192)
- 남부리그 홈런: 김무성, 이동욱 (8)
- 남부리그 도루: 엄정대 (16)
- 남부리그 다승: 정인석 (10)
- 승률: 정인석 (0.833)
- 남부리그 세이브: 이정훈 (8)
- 남부리그 이닝: 정인석 (107.2)
- 탈삼진: 임봉춘 (82)
- 평균자책점: 임봉춘 (2.21)

## 선수단
- 선발투수 : 문동환, 주형광, 염종석, 김태석
- 구원투수 : 박석진, 기론, 정원욱, 박보현, 가득염, 성준, 손민한, 정인석, 이정훈, 김사율, 길포일
- 마무리투수 : 강상수, 김정열, 임경완, 임봉춘
- 포수 : 최기문, 임수혁, 강성우, 손동일
- 1루수 : 마해영
- 2루수 : 박정태, 조성환, 조규철
- 유격수 : 김민재
- 3루수 : 박현승, 공필성
- 좌익수 : 조경환, 손인호
- 중견수 : 김대익, 임재철, 박종일
- 우익수 : 호세, 유필선, 김현민
- 지명타자 : 김응국, 엄정대, 서한규, 한규식, 이동욱

## 특이 사항
- 이 시즌은 롯데 자이언츠가 한국시리즈에 진출한 마지막 시즌이다.
- 호세는 KBO 리그 역대 최초의 고졸 외국인 타자다.
- 길포일은 KBO 리그 사상 최초의 중도 퇴출 외국인 선수가 되었고, 대체 선수로 영입된 기론은 KBO 리그 사상 최초의 대체 외국인 선수가 되었다.
- 기론은 KBO 리그 역대 최초의 고졸 외국인 투수다.
- 이 시즌은 KBO 리그 사상 8번째로 규정 타석을 채운 야수 전원이 WAR 양수를 기록한 시즌이다. 그 중 가장 WAR이 낮았던 김대익은 WAR 0.15를 기록했다.
- 김응국은 이 시즌 월요일 경기 26득점으로 KBO 리그 역대 단일 시즌 월요일 경기 최다 기록을 세웠다.
- 마해영은 이 시즌 KBO 리그 역대 단일 시즌 현대 유니콘스 상대 최다 안타(39), 루타(70) 기록을 세웠다.
- 호세는 이 시즌 KBO 리그 역대 단일 시즌 현대 유니콘스 상대 최다 타점(24) 기록을 세웠다.
- 강상수는 이 시즌 월요일 경기 5패로 KBO 리그 역대 단일 시즌 월요일 경기 최다 기록을 세웠다.
- 호세는 포스트시즌에서 총 14차례 볼넷으로 출루하여 KBO 리그 역대 단일 포스트시즌 최다 볼넷 기록을 세웠다.
- 문동환은 포스트시즌에서 10피홈런 15자책점을 기록해 KBO 리그 역대 단일 포스트시즌 최다 피홈런, 자책점 기록을 세웠다.
- 가득염은 피OPS 5.000으로 KBO 리그 역대 단일 포스트시즌 최다 피OPS를 기록했다.
- 가득염은 포스트시즌에서 2경기 0이닝 2실점에 그쳐 KBO 리그 사상 최초로 단일 포스트시즌 평균자책점 99.99(무한대)를 기록했다.
- 문동환은 KBO 포스트시즌 사상 최초로 통산 10피홈런을 기록한 투수가 되었다.
- 팀은 이 시즌에 창단 첫 KBO 퓨처스리그 우승을 달성했다.